# NS 4550/4750
De locomotief NS 4551, vanaf oktober 1945 NS 4751, was een goederenstoomlocomotief van de Nederlandse Spoorwegen tussen 1945 en 1947. Het was locomotief 56 2408 van de Deutsche Reichsbahn uit de serie 5620-30, ook wel aangeduid als het Pruisische type G82. 
De locomotief was na de Tweede Wereldoorlog door het Amerikaanse leger als oorlogsbuit meegenomen naar Nederland, waar de NS de locomotief in afwachting van herstel het nummer 4551 gaf en gestald in Eindhoven. In oktober 1945 werd het nummer gewijzigd in 4751. Wegens het ontbreken van reserveonderdelen bleef het herstel uit en 1947 werd de locomotief
aan de Deutsche Reichsbahn geretourneerd, die de loc alsnog heeft hersteld en in Oldenburg stationeerde.
| NS nummer                      | Fabrikant | Fabrieksnummer | Bouwjaar | DRB nummer | Afvoer | Opmerkingen |
| ------------------------------ | --------- | -------------- | -------- | ---------- | ------ | ----------- |
| 4551, vanaf oktober 1945: 4751 | Krupp     | 199            | 1921     | 56 2408    | ?      |             |